# Hypolytrum amplum
Hypolytrum amplum är en halvgräsart som beskrevs av Carl Sigismund Kunth. Hypolytrum amplum ingår i släktet Hypolytrum och familjen halvgräs. Inga underarter finns listade i Catalogue of Life.